# Nine Lives (Robert Plant)
Nine Lives è un boxset del cantante britannico Robert Plant (ex Led Zeppelin) pubblicato nel 2006.

## Contenuto
Il boxset contiene le edizioni rimasterizzate e ampliate dei nove album da solista dell'artista e un DVD.
Il DVD contiene video musicali, performance live a contenuti extra come interviste a Plant e agli amici Phil Collins, Roger Daltrey, Tori Amos, John McEnroe e altri.

## Lista album
I 9 album presenti nel boxset sono:
- Pictures at Eleven
- The Principle of Moments
- The Honeydrippers: Volume One
- Shaken 'n' Stirred
- Now and Zen
- Manic Nirvana
- Fate of Nations
- Dreamland
- Mighty ReArranger

In ciascuno di essi sono presenti bonus tracks come registrazioni live, remix o versioni alternative.

## DVD
1. "Nine Lives" (Documentario)
2. "Burning Down One Side" (Video)
3. "Big Log" (Video)
4. "In the Mood" (Video)
5. "Rockin' at Midnight" (Video)
6. "Sea of Love" (Video)
7. "Little by Little" (Video)
8. "Pink and Black" (Video)
9. "Heaven Knows" (Video)
10. "Tall Cool One" (Video)
11. "Ship of Fools" (Video)
12. "Hurting Kind (I've Got My Eyes on You)" (Video)
13. "Nirvana" (Video)
14. "Tie Dye on the Highway" (Video)
15. "29 Palms" (Video)
16. "Calling To You" (Video)
17. "I Believe" (Video)
18. "If I Were a Carpenter" (Video)
19. "Morning Dew" (Video)
20. "Darkness, Darkness" (Video)
21. "Shine It All Around" (Video)